# Guillaume (månekrater)
Guillaume er et gammelt nedslagskrater på Månen. Det befinder sig på den nordlige halvkugle på Månens bagside og er opkaldt efter den schweiziske metallurg Charles E. Guillaume (1861-1938).
Navnet blev officielt tildelt af den Internationale Astronomiske Union (IAU) i 1979. 

## Omgivelser
Guillaumekrateret ligger sydøst for det lidt større Perkinkrater.

## Karakteristika
Guillaume er et nedslidt og eroderet krater, hvis landskabstræk er blevet udvisket og afrundet i tidens løb. En samling småkratere ligger langs kanten mod syd og vest. Det skålformede indre er næsten uden særlige træk, og der ligger kun nogle få småkratere i dets overflade.

## Satellitkratere
De kratere, som kaldes satellitter, er små kratere beliggende i eller nær hovedkrateret. Deres dannelse er sædvanligvis sket uafhængigt af dette, men de får samme navn som hovedkrateret med tilføjelse af et stort bogstav. På kort over Månen er det en konvention at identificere dem ved at placere dette bogstav på den side af satellitkraterets midte, som ligger nærmest hovedkrateret. Guillaumekrateret har følgende satellitkratere:
| Guillaume | Længde  | Bredde   | Diameter |
| --------- | ------- | -------- | -------- |
| B         | 47,3° N | 172,6° V | 26 km    |
| D         | 46,6° N | 170,5° V | 26 km    |
| F         | 45,4° N | 169,4° V | 33 km    |
| J         | 43,7° N | 170,6° V | 17 km    |

## Måneatlas
- Billeder af Guillaumekrateret i LPI-måneatlasset
- USGS-kort